# Revelstoke, England
Revelstoke var en civil parish fram till 1935 när blev den en del av Newton and Noss, i grevskapet Devon, i England. Civil parish var belägen 12 km från Plymouth och hade 347 invånare år 1931.